# Lago Lämmerensee
O Lago Lämmerensee é um lago localizado próximo a Lämmerenalp no município de Leukerbad, no cantão de Valais, na Suíça. A sua superfície é de 6,7 ha e encontra-se a uma altitude de 2.296 m.